# Relació d'Euler
En geometria, la relació d'Euler estableix la proporció entre el nombre de cares {\displaystyle C}, arestes {\displaystyle A} i vèrtex {\displaystyle V} que pot tenir un políedre simple.

## Enunciat
Sia {\displaystyle P} un poliedre simple, és a dir un poliedre  simplement convex. Siguin {\displaystyle C}, {\displaystyle A} i {\displaystyle V} respectivament el nombre de cares, arestes i vèrtex de {\displaystyle P}. Es compleix la relació
{\displaystyle C-A+V=2\,\!}
Aquesta relació s'anomena també fórmula d'Euler.
S'observa que en la relació d'Euler les cares i els vèrtexs tenen un paper simètric: això es correspon amb el fet que en passar d'un políedre al seu políedre dual les cares i els vèrtexs s'intercanvien el paper mentre que les arestes es mantenen.
Els poliedres convexos són sempre simples i, per tant, se'ls aplica la relació.

## Aplicacions
D'aquesta relació d'en segueixen molts fet interessants, a més de en geometria, en combinatòria i en topologia. És la fórmula que permet calcular la característica d'Euler.

### Esfera
És impossible recobrir una esfera només amb hexàgons, inclosos els no regulars, per formar una geoda, ja que aquest recobriment no compleix amb la fórmula d'Euler pels políedres. De fet, en un poliedre amb cares hexagonals cada vèrtex és comú a 3 cares i cada aresta a 2 cares. Com que qualsevol hexàgon té 6 costats i 6 vèrtex, aquest políedre ha de tenir 6/3 vèrtexs per cara i 6/2 arestes per cara. Per tant, si C és el nombre de cares, el nombre d'arestes A ha de ser igual a 3C i el nombre de vèrtexs V a 2C. Llavors es té:
{\displaystyle C-A+V=C-3C+2C=0}
i la fórmula d'Euler no es verifica.
En canvi, substituint alguns dels hexàgons per pentàgons el recobriment és possible. Si el nombre de cares no varia, el nombre d'arestes i vèrtexs disminueix: per a cada pentàgon afegit, es té (6-5) / 2 arestes, és a dir mitja aresta menys i (6-5) / 3 vèrtex, és a dir, un terç de vèrtex menys; C - A + V augmenta cada vegada la diferència, que és una sisena part. Per tal que la fórmula d'Euler es respecti, ha de ser que F - S + V inicialment 0, ha de passar a ser igual a 2. En resum, cal substituir 12 hexàgons per 12 pentàgons. El nombre de vèrtexs V és llavors de 2C - 4 i el d'arestes S és 3C- 6. Un cas extrem és el del dodecàedre («C = 12), on no hi queda cap hexàgon. L'exemple més conegut és la pilota "clàssica" de futbol, feta de 12 pentàgons negres i 20 hexàgons blancs. A la figura següent (on C = 344 cares), quatre dels dotze pentàgons són visibles.

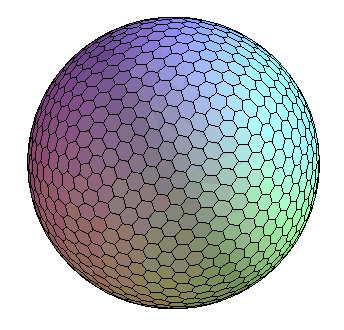
geoda dual

### Sòlids platònics
A partir de la fórmula d'Euler és fàcil demostrar que no hi pot haver més de cinc sòlids regulars convexos.

## Demostració

Un políedre amb un forat, té la topologia d'un torus, al tenir un forat la fórmula d'Euler donarà 1 en comptes de 2.

Si es munta el políedre començant per un polígon i afegint un polígon més cada cop de forma que no es deixin forats:
1. Al ficar el primer polígon el nombre de vèrtex és igual al nombre d'arestes i només hi ha una cara. Per tant, la fórmula dona 1.
2. Al ficar un polígon que no és l'últim sense deixar forats, hi ha una llista d'arestes consecutives que són comuns a les anteriors del políedre i una llista també consecutiva que són noves. El nombre de vèrtex nous és el nombre dels que hi ha entre les arestes noves (el primer i l'últim vèrtex de la llista d'arestes noves coincideixen amb vèrtex que ja hi havia al políedre) per tant s'ha afegit un vèrtex menys que arestes, però com que s'afegeix una cara, la fórmula d'Euler continua donant 1.
3. Al ficar l'últim polígon (tapar el forat que queda), totes les arestes i tots els vèrtexs ja hi eren i només s'afegeix una cara per tant ara la fórmula dona 2.

Fixeu-vos que la mateixa demostració aclareix quan un políedre no complirà la relació: si no es pot construir a base d'anar afegint polígons sense deixar forats o al final no queda un forat per tapar. Si es deixa un forat, en afegir el polígon que deixa el forat hi ha dues llistes d'arestes no consecutives noves, per cada llista s'afegeix un vèrtex menys que arestes però només una cara per tant per cada forat del políedre la fórmula donarà un resultat una unitat més petit. El mateix passa si al final no queda un forat per tapar, la fórmula dona 1. Tampoc es compleix si el políedre consisteix en dos bocins separats (o té una bombolla a l'interior), en aquest cas cal començar a construir de nou la superfície que limita cada nou bocí (o cada bombolla) i, per tant, la fórmula donarà 2 unitats més per cada bocí i cada bombolla.